# Cuatro Torres Business Area
 (novembre 2018).
Si vous disposez d'ouvrages ou d'articles de référence ou si vous connaissez des sites web de qualité traitant du thème abordé ici, merci de compléter l'article en donnant les références utiles à sa vérifiabilité et en les liant à la section « Notes et références ».

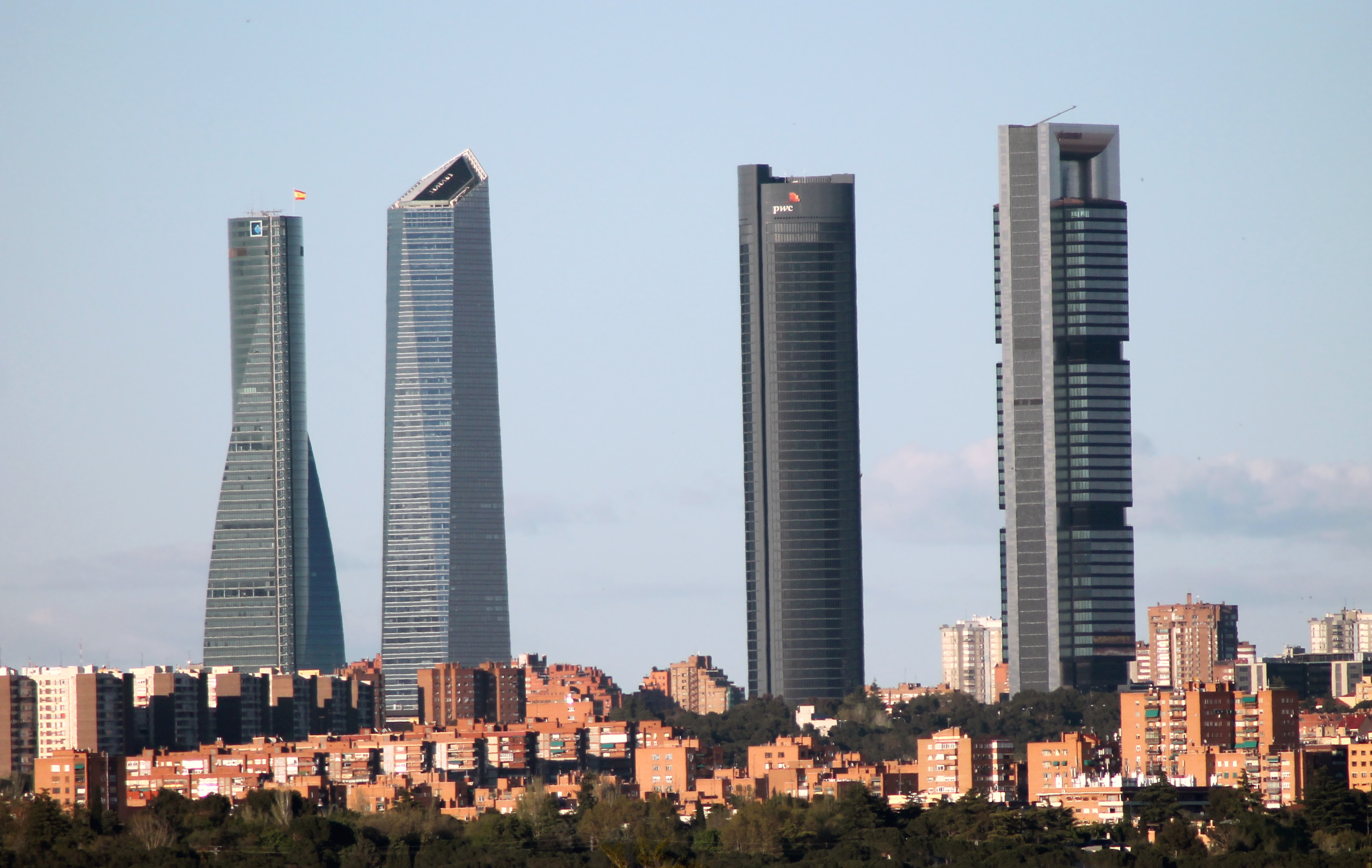
CTBA en avril 2016.

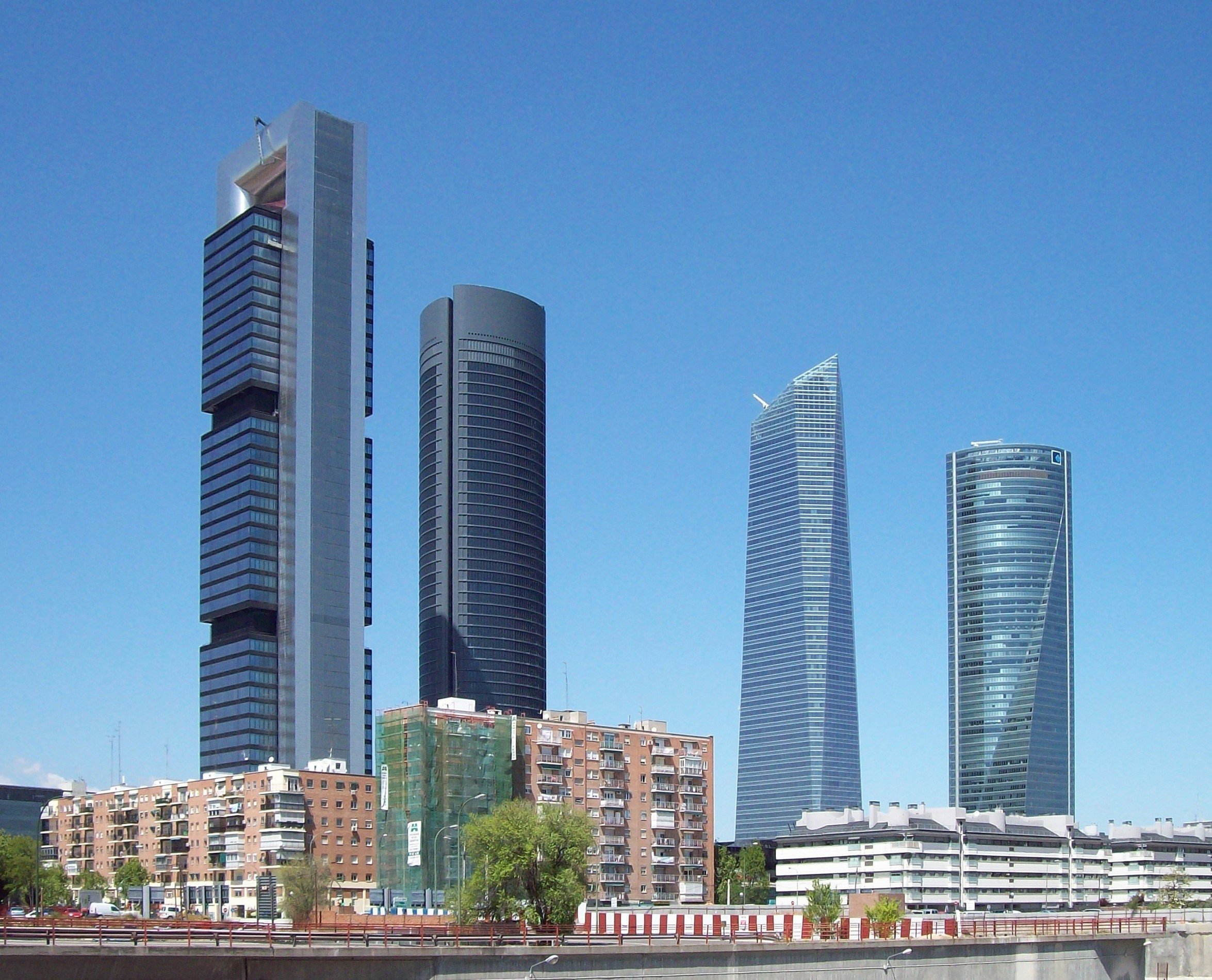
Les quatre tours, en juillet 2008.

Cuatro Torres Business Area (en français, Zone d'affaires des quatre tours) est un centre d'affaires situé à Madrid, capitale de l'Espagne.

## Situation géographique
Le centre d'affaires est situé le long du paseo de la Castellana, dans le quartier de La Paz du district de Fuencarral-El Pardo.

## Construction
La construction des quatre tours commence en 2004 sur les terrains de l'ancienne « ville sportive » du Real Madrid. Les travaux de génie civil s'achèvent trois ans plus tard et l'ensemble est inauguré en 2009.

## Architecture
Les cinq immeubles constituent les plus hauts édifices de Madrid et d'Espagne. On trouve du nord au sud :
- La tour Emperador (anciennement tour Espacio) d'une hauteur de 224 mètres, est un immeuble de bureaux[1].
- La tour de cristal s'élève à 249 mètres[1].
- La tour PwC mesure 236 mètres abrite un hôtel et des bureaux[1].
- La tour Cepsa, qui culmine à 250 mètres, est la plus haute de la ville et d'Espagne[1].
- La tour Caleido, composée d'une base de quatre étages s'étendant sur 20 mètres de hauteur et d'une tour haute de 161 mètres composée de 36 étages[1].

Depuis 2021, le cinquième immeuble, le Caleido, s'élève légèrement à l'ouest des quatre premiers.